# Nijni Kujebar
Nijni Kujebar (en rus: Нижний Кужебар) és un poble del krai de Krasnoiarsk, a Rússia, que el 2017 tenia 432 habitants. Pertany al districte de Karatuzski.